# Лорејн (округ Беркс, Пенсилванија)
Лорејн (енгл. Lorane) насељено је место без административног статуса у америчкој савезној држави Пенсилванија.

## Демографија
По попису из 2010. године број становника је 4.236, што је 1.242 (41,5%) становника више него 2000. године.
| Група             | 2000.         | 2010.         |
| Белци             | 2.860 (95,5%) | 3.868 (91,3%) |
| Афроамериканци    | 59 (2,0%)     | 96 (2,3%)     |
| Азијати           | 18 (0,6%)     | 74 (1,7%)     |
| Хиспаноамериканци | 40 (1,3%)     | 158 (3,7%)    |
| Укупно            | 2.994         | 4.236         |